# (8699) 1993 FO48
A (8699) 1993 FO48 a Naprendszer kisbolygóövében található aszteroida. Az UESAC fedezték fel 1993. március 19-én.